# العلاقات الأرمينية الغيانية
العلاقات الأرمينية الغيانية هي العلاقات الثنائية التي تجمع بين أرمينيا وغيانا.

## مقارنة بين البلدين
هذه مقارنة عامة ومرجعية للدولتين:
| وجه المقارنة                                              | أرمينيا                    | غيانا        |
| --------------------------------------------------------- | -------------------------- | ------------ |
| المساحة (كم2)                                             | 29.74 ألف                  | 214.97 ألف   |
| عدد السكان (نسمة)                                         | 2.93 مليون                 | 777.86 ألف   |
| الكثافة السكانية (ن./كم²)                                 | 98.52                      | 3.62         |
| العاصمة                                                   | يريفان                     | جورج تاون    |
| اللغة الرسمية                                             | لغة أرمنية                 | لغة إنجليزية |
| العملة                                                    | درام أرميني                | دولار غياني  |
| الناتج المحلي الإجمالي (بليون دولار)                      | 11.54 مليار                | 3.68 مليار   |
| الناتج المحلي الإجمالي (تعادل القوة الشرائية) بليون دولار | 25.41 مليار                | 5.77 مليار   |
| الناتج المحلي الإجمالي الاسمي للفرد دولار أمريكي          | 3.49 ألف                   | 4.13 ألف     |
| الناتج المحلي الإجمالي للفرد دولار أمريكي                 | 8.07 ألف                   |              |
| مؤشر التنمية البشرية                                      | 0.743                      |              |
| رمز المكالمات الدولي                                      | +374                       | +592         |
| رمز الإنترنت                                              | .am، .հայ ‏                 | .gy          |
| المنطقة الزمنية                                           | ت ع م+04:00، توقيت أرمينيا | 00           |

## منظمات دولية مشتركة
يشترك البلدان في عضوية مجموعة من المنظمات الدولية، منها:
| علم المنظمة | اسم المنظمة                               | تاريخ انضمام أرمينيا | تاريخ انضمام غيانا |
| ----------- | ----------------------------------------- | -------------------- | ------------------ |
|             | مؤسسة التنمية الدولية                     | 25 أغسطس 1993        | 4 يناير 1967       |
|             | يونسكو                                    | 9 يونيو 1992         | 21 مارس 1967       |
|             | وكالة ضمان الاستثمار متعدد الأطراف        | 5 ديسمبر 1995        | 18 يناير 1989      |
|             | الأمم المتحدة                             | 2 مارس 1992          | 20 سبتمبر 1966     |
|             | الاتحاد البريدي العالمي                   | ?                    | ?                  |
|             | البنك الدولي للإنشاء والتعمير             | 16 سبتمبر 1992       | 26 سبتمبر 1966     |
|             | الاتحاد الدولي للاتصالات                  | 30 يونيو 1992        | 8 مارس 1967        |
|             | منظمة حظر الأسلحة الكيميائية              | ?                    | ?                  |
|             | مؤسسة التمويل الدولية                     | 18 أبريل 1995        | 4 يناير 1967       |
|             | المركز الدولي لتسوية المنازعات الاستشارية | 16 أكتوبر 1992       | 10 أغسطس 1969      |
|             | منظمة التجارة العالمية                    | 5 فبراير 2003        | ?                  |
|             | منظمة الشرطة الجنائية الدولية             | ?                    | ?                  |

## وصلات خارجية
- موقع وزارة الخارجية الأرمينية
- موقع وزارة الخارجية الغيانية